# Olympische Sommerspiele 1996/Teilnehmer (Niederländische Antillen)
| Gelbes Symbol für Goldmedaillen mit stilisierten Olympischen Ringen | Graues Symbol für Silbermedaillen mit stilisierten Olympischen Ringen | Braundes Symbol für Bronzemedaillen mit stilisierten Olympischen Ringen |
| ------------------------------------------------------------------- | --------------------------------------------------------------------- | ----------------------------------------------------------------------- |
| —                                                                   | —                                                                     | —                                                                       |

Die Niederländischen Antillen nahmen an den Olympischen Sommerspielen 1996 in Atlanta, USA, mit einer Delegation von sechs Sportlern (allesamt Männer) teil.

## Teilnehmer nach Sportarten

### Judo
- Sergio Murray
Mittelgewicht: 21. Platz

### Leichtathletik
- Ellsworth Manuel
Weitsprung: In der Qualifikation ausgeschieden

### Schießen
- Michel Daou
Trap: 49. Platz
Doppeltrap: 35. Platz

### Schwimmen
- Howard Hinds
50 Meter Freistil: 54. Platz

### Segeln
- Constantino Saragoza
Windsurfen: 37. Platz

- Paul Dielemans
Finn-Dinghy: 34. Platz